# Maxi-gbe
Le maxi-gbe ou maxi est une langue gbe proche du fon-gbe, parlée au Bénin et au Togo.